# 聖伊西德羅德蒙特斯德奧羅區

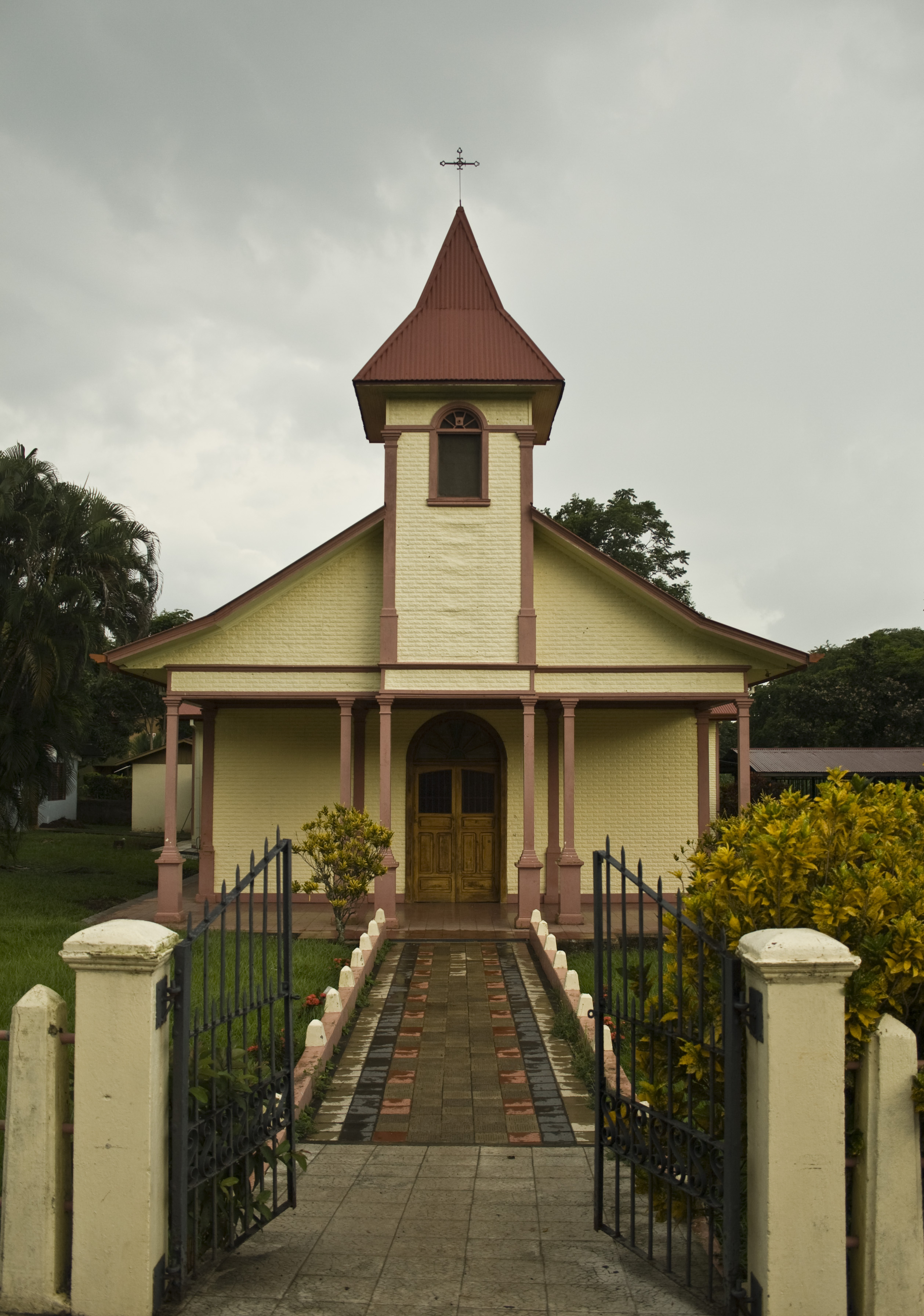

聖伊西德羅德蒙特斯德奧羅區（西班牙語：San Isidro），是哥斯達黎加的一個區，位於該國西部蓬塔雷納斯省，面積58.47平方公里，海拔高度150米，2011年人口3,403，人口密度每平方公里52.25人。